# Homefront: The Revolution
Homefront: The Revolution — шутер от первого лица в открытом мире компании Dambuster Studios на движке CryEngine четвёртого поколения. Выход состоялся 20 мая 2016 года на платформах PC, Xbox One, PS4.
Является продолжением игры «Homefront» (2011).

## Сюжет

### Предыстория
1972 год. В Северной Корее появились кремнёвые реки и была основана корпорация APEX, которая сумела извлечь большую выгоду из них и стала богатой. Технологии Кореи начали превосходить технологии США.
2004 год. США начали покупать у КНДР всю технику. Корея начала производить современное оружие, США начали его покупать и полностью вооружили им свою армию.
2016 год. США вели войны на Ближнем Востоке, и уже тогда их экономика начала истощаться.
2025 год. Доллар США обвалился и долг перед Кореей вырос до небес, в стране начались безработица и голод, правительство объявило дефолт.
Корея вторглась в США. Всё вооружение, которое было закуплено у Кореи, имело встроенную скрытую уязвимость, через которую, в нужный момент, «нажав кнопку», отключила все вооружение, какое было в Армии США. Корея с легкостью захватила беспомощную страну, которая не могла обороняться, и оккупировала её.

### Основная игра
Действия игры происходит в городе Филадельфия в 2029 году. Главный герой — Итан Брэди, член американского Сопротивления, что пытаются освободить Филадельфию от К.Н.А. (Корейская Народная Армия). Группа Итана ожидает прибытия Бенжамина Уокера, народного героя Сопротивления, когда их явку штурмует спецназ К.Н.А. По ходу допроса подельников Итана убивают, а его в последний момент спасает Уокер, но сам оказывает ранен. Пока Бен собирается с силами, Итан отправляется искать наводку на главный штаб Сопротивления. Однако к тому времени укрытие Уокера штурмует военная полиция К.Н.А. и берут того в плен. Итан проникает в штаб Сопротивления и полноценно вступает в их ряды, попутно знакомясь с их ключевыми членами: Джеком Пэрришем (формальный лидер Сопротивления в Филадельфии), Даной Мур (разыскиваемая К.Н.А. террористка), Сэмюелем Бернеттом (врач-пацифист и заведующий госпиталем), Сидни Куком (главный оружейник мятежников) и Джеймсом Кроуфордом (шпион Сопротивления, содействующий К.Н.А. как коллаборационист). Текущей задачей Сопротивления становится планирование операции по спасению Уокера от К.Н.А..
Пэрриш временно приставляет Итана работать на Нэда Шарпа, содействующего Сопротивлению контрабандиста, но во время налёта «Голиафа» (дрон-танк К.Н.А.) на схрон Нэд погибает, а Итан уничтожает машину и добывает её уцелевший жёсткий диск. Пэрриш замышляет перепрограммировать диск, чтобы с его помощью заполучить подконтрольного Сопротивлению «Голиафа» и вместе с ним штурмовать Дворец Независимости, где держат Уокера. Пока перепрограммированием диска занимается Хизер Кортез, хакер Сопротивления, Итан и Пэрриш угоняют одного из «Голиафов» с сервисных доков. Тем не менее, тестовый запуск трофейного «Голиафа» оканчивается неудачей, и дрон выходит из строя. Пэрриш подозревает, что его повредил «крот» К.Н.А., затесавшийся в Сопротивление.
На фоне осложнений в плане Кроуфорд предлагает новый план по освобождению Уокера: он якобы ловит Итана и доставляет на допрос в Дворец Независимости, где он поможет главному герою выбраться, а сам Итан изнутри откроет двери КПП и впустит мятежников, чтобы те сорвали запланированный на день атаки суд над Уокером и спасли его оттуда. Так и происходит, однако это была ловушка: предателем оказался сам Кроуфорд, и он заманил мятежников в Дворец, уже окружённый армией К.Н.А., пока тем временем мэр Уилльям Симпсон, сотрудничающий с К.Н.А., демонстрирует видеозапись с Уокером, сломленным под пытками оккупантов и призывающим мятежников сдаться. На помощь к мятежникам спешит Хизер с отремонтированным «Голиафом», но её убивают, а её дрон уничтожен. Вместе с этим К.Н.А. устраивают облавы на убежища Сопротивления по всем «красным зонам», из-за чего мятежники несут потери.
Несмотря на отчаянное положение Сопротивления, Дана предлагает отчаянный план — пленить Симпсона и заставить того в прямом эфире осудить действия К.Н.А., как он заставил Уокера сделать то же самое против Сопротивления. Пополнив ряды Сопротивления политзаключёнными из лагеря для интернированных, мятежники штурмуют мэрию и захватывают мэра в плен. Однако, Симпсон отказывается читать речь по телевидению против К.Н.А., опасаясь карателных действий оккупантов (по его словам, за подобные действия уже были уничтожены Питтсбург и Бостон). Дана в ярости убивает мэра, и Пэрришу самому приходится произнести речь, чтобы воодушевить людей восстать против К.Н.А. по всей Филадельфии.
Речь Пэрриша находит отклик, и люди начинают бунтовать, почти изгнав К.Н.А. из города. Но празднование победы прерывает Бернетт — доктор докладывает, что К.Н.А. начали травить отдельные районы города нервно-паралитическим газом, распыляемым с патрульных дирижаблей. Понимая, что мятеж зашёл в тупик и грозит уничтожением города, Бернетт дезертирует из Сопротивления, напоследок пообещав вывести как можно больше гражданских из зоны поражения. Попытки сбить дирижабли с трофейных ЗРК тоже оканчиваются неудачей — те оказываются защищены роем беспилотников, сбивающих ракеты. Пэрриш и Итан находят Кроуфорда и выпытывают у него способ деактивировать дроны. Тот в обмен на помилование сдаёт их центр управления возле Дворца Независимости, но Пэрриш испытывает лишь отвращение к предателю, после чего доверяет Итану выбор — казнить Кроуфорда или оставить в покое.
Мятежники собираются с силами для последней атаки на Дворец Независимости и штурмуют укрепления, но у самой башни натыкаются на вражеский «Голиаф», что ранит Пэрриша. Дана жертвует собой, чтобы подорвать дрон, а Итан в одиночку штурмует центр управления дронами и едва не погибает от рук защищающих его операторов, когда к нему на выручку прибывает всё ещё живой Пэрриш. Они деактивируют дронов, и зенитки мятежников сбивают дирижабли, спасая город. В конце игры Пэрриш хвалит Итана за проделанную работу и заявляет, что их революция против оккупантов только начинается.

### The Voice of Freedom (DLC)
События дополнения являются приквелом к основной игре и развиваются незадолго до старта сюжетной линии.
События описываются от лица Бенджамина Уокера. Он вместе с небольшой группой повстанцев добирается до окрестностей Филадельфии на угнанном броневике К. Н. А.. Во время стоянки на них нападают анархисты и их банды «9-0». Группе удаётся от них отбиться, но броневик уничтожен, двое членов группы — Эбби Бакер и Билли Рэнделл — погибают, а перестрелка привлекла к ним внимание патрулей К. Н. А.. Отряд тайно пробирается по улицам и проникает в коллектор, откуда выходят в туннели метро, где обосновалась та самая банда. Из-за плотного кордона К. Н. А., единственный путь в город идёт по линии метро, но уходящая в город ветка перекрыта неработающей автоматической дверью. Пока супруги чинят кабель, Бен и Вэнс ищут генератор для двери. В конце концов они его находят, но вынуждены отстреливаться от бандитов. Ситуация осложняется тем, что К. Н. А. в районе над этой веткой метро сносят нежилые дома, из-за чего туннели начинают обваливаться. Уокеру удаётся запустить генератор и спастись от завала.
Открыв дверь, отряд двигается дальше и вскоре выходит на поверхность, однако, посреди корейского блокпоста. Завязывается перестрелка, и корейцы вызывают подкрепление. Чтобы спастись, Джилл велит Уокеру бросить их и спуститься в мусоропровод. Уокер с трудом соглашается и уходит.
Последние кадры дополнения представляют собой интерактивную сцену глазами Уокера, где он всё же выходит на адрес Харви, но опаздывает — К. Н. А. вышли на него первыми. Уокер последовательно убивает всех патрульных, а после врывается в комнату, где ведётся допрос (из вступительной сцены игры) и убивает американца-коллаборациониста. Уокер лицом к лицу встречается с единственным выжившим подручным Харви, которым оказывается Брэди, и говорит ему, что им пора выбираться отсюда.

### Aftermath (DLC)
События дополнения являются продолжением основной игры.
Спустя 2 недели после захвата Филадельфии К. Н. А. пытается отбить город у мятежников. Ситуация ещё осложняется тем, что около 40 человек дезертировали из Сопротивления. Пэрриш и Кук обвиняют в этом Уокера, который теперь стал орудием пропаганды К. Н. А., подрывая своей речью боевой дух повстанцев. Оба лидера сопротивления приходят к выводу, что Уокера необходимо убить, но Брэди считает, что его ещё можно спасти. Пэрриш сомневается в успехе этого плана, но даёт Итану «добро» на операцию.
Брэди отправляется на радиостанцию, откуда, предположительно, вещают оккупанты, с целью найти Уокера. Он врывается туда и пробирается на студию, но Уокера там нет — лишь терминал, транслирующий запись его обращения. Брэди взламывает терминал и отправляет поток данных Сопротивлению, после чего вынужден спасаться из осаждённой радиостанции.
Через какое-то время Пэрриш связывается с Брэди и говорит, что выяснил, где сейчас Уокер: его держат на химической фабрике, неподалёку от радиостанции. Также он транслирует Брэди найденный аудиолог, из которого становится ясно, что Уокер был вынужден сотрудничать с К. Н. А., так как они травили его наркотиками и убивали простых людей на его глазах, чем расшатали его психику. Пэрриш даёт понять, что теперь он согласен с Брэди — Уокера необходимо спасти любой ценой.
Брэди тайком проникает на завод и пробирается в тюремный блок, где находит полуживого Уокера. Тот в бреду нападает на Итана, готовясь убить его, но вовремя приходит в себя. Итан помогает ему выбраться. Чуть позже к ним присоединяется и Кук, угнавший боевой вертолёт К. Н. А., чем сильно облегчил повстанцам задачу. Брэди и Уокер прорываются к посадочной площадке и улетают вместе с Куком. В воздухе Уокер иронично замечает, что теперь К. Н. А. не поздоровится, потому что «Голос Свободы» готов вернуться…

### Beyond the Wall (DLC)
События этого дополнения продолжают сюжет основной игры и являются эпилогом истории Итана Брэди.
Через неопределённый промежуток времени мятежи в других городах были подавлены, а Филадельфийская ячейка вновь вынуждена уйти в подполье. Брэди возвращается из патруля, застав Пэрриша и остальных мятежников готовящимися к эвакуации. Но Пэрриш делится Брэди своей находкой — радисты поймали сигнал по аварийным частотам, где некая женщина взывает на помощь, представляясь военнослужащей из Н. А. Т. О.. Завязывается бой мятежников с К. Н. А., обнаружившими их базу, но многим повстанцам удаётся сбежать. Пэрриш даёт Брэди поручение — найти тот источник сигнала и выяснить про поддержку от Н. А. Т. О..
Брэди выясняет. что сигнал исходит из церкви за городом, и что там уже обосновался корейский патруль. Расправившись с оккупантами, Брэди находит источник, которым оказалась женщина по имени Лиза Бернел. Она рассказала Итану, что она в составе спецназа добралась сюда из Европы со специальным заданием, которое поможет повернуть исход войны в пользу Америки, но просит его помочь с этим. Для этого ей нужно угнать машину со специальным оборудованием, которую её отряд оставил возле брошенной придорожной закусочной. Убив патрульных, Итан находит машину со странными кейсами. Лиза объясняет, что в одном из них есть ядерная боеголовка, которую её отряд должен был доставить на секретную ракетную базу С. Ш. А., замаскированную под ферму: если запустить боеголовку оттуда в космос и подорвать, то электромагнитный импульс сожжёт армейские спутники К. Н. А., сделав их систему стационарных орудий беззащитной — тогда Европейский Союз сможет высадить войска и помочь Сопротивлению отвоевать Америку назад.
Итан и Лиза проникают на базу, но ракетная шахта оказалась повреждена и непригодна для запуска. Итан связывается с Пэришем и, обрисовав ему ситуацию, просит вместе с подкреплением доставить запчасти для ремонта установки. Пэриш отвечает, что уже выслал к ним подкрепление, но Брэди должен уничтожить береговые орудия К. Н. А.. Покончив с ними, Брэди сопровождает мятежников до базы, где они занимают оборонительные позиции и ремонтируют установку.
На базу нападает крупный отряд К. Н. А., и мятежники вынуждены отбиваться. Лиза говорит, что люк шахты заклинило, и открыть его можно лишь изнутри. Итан спускается в шахту и готовится вручную открыть её, после чего велит Лизе запускать ракету. Однако, она не может решиться на запуск — иначе Итан погибнет. В зал управления врываются корейцы и убивают Лизу, но перед смертью она всё же даёт зажигание. Ракета успешно стартует, но Итан сгорает заживо.
В эпилоге демонстрируется, как ракета улетает в космос, уничтожая корейские спутники, а Пэрриш по радио обращается ко всем мятежникам, призывая их вновь поднять оружие против оккупантов.

## Разработка
Изначально издавать «Homefront: The Revolution», также как и первую часть «Homefront», должна была компания THQ, однако она обанкротилась и «Crytek» за $500 000 выкупила права на издание.
Компания «Deep Silver» официально сообщила о том, что она выкупила права на шутер от первого лица «Homefront: The Revolution» у компании «Crytek», которая в последние месяцы испытывала серьёзные финансовые трудности.
«Homefront: The Revolution» разрабатывал коллектив «Crytek UK», он же и продолжит создание этого проекта сменив руководство и название, теперь эта студия будет называться «Dambuster Games».

## Восприятие
| Сводный рейтинг       | Сводный рейтинг                           |
| Агрегатор             | Оценка                                    |
| --------------------- | ----------------------------------------- |
| GameRankings          | (PC) 51,08 % (PS4) 46,70 % (XONE) 58,75 % |
| Metacritic            | (PC) 54/100 (PS4) 51/100 (XONE) 51/100    |
| Иноязычные издания    |                                           |
| Издание               | Оценка                                    |
| GameSpot              | 5/10                                      |
| GamesRadar+           | [ 10 ]                                    |
| IGN                   | 5/10                                      |
| Polygon               | 6/10                                      |
| VideoGamer            | 6/10                                      |
| Русскоязычные издания |                                           |
| Издание               | Оценка                                    |
| Riot Pixels           | 53 %                                      |
| StopGame.ru           | Проходняк                                 |
| «НИМ»                 | 5/10                                      |
| Shazoo                | 6/10                                      |

Homefront: The Revolution получила посредственные отзывы, согласно агрегатору рецензий Metacritic.
Летом 2018 года, благодаря уязвимости в защите Steam Web API, стало известно, что точное количество пользователей сервиса Steam, которые играли в игру хотя бы один раз, составляет 600 976 человек.